# KIAA0182
KIAA0182‏ (Gse1 coiled-coil protein) هوَ بروتين يُشَفر بواسطة جين KIAA0182 في الإنسان.